# Юрківська сільська рада (Оріхівський район)
| Юрківська сільська рада — колишній орган місцевого самоврядування у Оріхівському районі Запорізької області з адміністративним центром у с. Юрківка. Історична дата утворення: в 1921 році. Водоймища на території, підпорядкованій даній раді: р. Конка. Сільській раді підпорядковані населені пункти: - с. Юрківка |

## Склад ради
Рада складається з 16 депутатів та голови.

### Керівний склад ради
| ПІБ                           | Основні відомості                                                         | Дата обрання | Дата звільнення |
| ----------------------------- | ------------------------------------------------------------------------- | ------------ | --------------- |
| Петренко Володимир Михайлович | Сільський голова, 1962 року народження, освіта, член Партії регіонів      | 26.03.2006   | 31.10.2010      |
| Петренко Володимир Михайлович | Сільський голова, 1962 року народження, освіта вища, член Партії регіонів | 31.10.2010   |                 |

Примітка: таблиця складена за даними джерела